# Apis mellifera iberiensis
Apis mellifera iberiensis és una subespècie d'himenòpter apòcrit de la família dels àpids (Apidae) nativa de la península Ibèrica. També es troba a les illes Balears i el seu haplotip es troba a les abelles de la mel de l'oest dels Estats Units on les abelles de la mel no són autòctones i hi van ser introduïdes des d'Espanya i d'altres llocs. És l'abella habitualment utilitzada pels apicultors a Espanya.
Aquesta subespècie es troba ben caracteritzada al sud i oest d'una línia que passa des de Saragossa a Barcelona.
Apis mellifera iberiensis i Apis mellifera mellifera pertanyen al llinatge postglacial M de l'abella de la mel occidental.

## Distribució
Aquesta subespècie està ben caracteritzada cap al sud i l'oest d'una línia que passa de Saragossa a Barcelona a la península Ibèrica, pertanyent al "llinatge A" d'Apis mellifera originari d'Àfrica (mal identificat antigament com a pertanyent al "llinatge M" originari de l'Àsia central), colonitzant Ibèria a través de l'estret de Gibraltar.

## Morfologia
Són abelles de color fosc, no son gaire propenses a fer eixams i tenen gran vigor; el seu comportament és una mica nerviós i agressiu. Apis mellifera iberiensis té una llargada de les ales anteriors amb una mitjana de 9,226 mm i l'amplada de 3,098 mm mentre la subespècie Apis mellifera mellifera en fa 9,381 mm i 3,0293 mm respectivament.

## Comportament
Si la colònia és molestada una o dues abelles sentinelles són enviades perquè durant, com a mínim 24 hores, ataquin qualsevol cosa que sembli una amenaça. Aquests sentinelles poden atacar els humans.